# Henrik Fisker (designer)
 For alternative betydninger, se Henrik Fisker. (Se også artikler, som begynder med Henrik Fisker)
Henrik Fisker (født 10. august 1963) er en dansk entreprenør og bildesigner, og grundlægger samt formand for Fisker Inc.. Han har boet og arbejdet i Tyskland, London og det sydlige Californien. Fisker læste på Californiens Art Center College of Design, hvor han blev færdig i 1989. Han har siden arbejdet som bildesigner for både Aston Martin og BMW, hvorefter han har startet sit eget bilfirma. Blandt hans bedst kendte kreationer er Aston Martin DB9, Aston Martin V8 Vantage, Fisker Karma og BMW Z8, Viking Motorcycle, Fisker Galpin Rocket, Destino V8 og Force 1 V10. Fisker leverede sin første elbil i 2023, til en kunde i Danmark.